# Euro Hockey Tour 1997/1998
Euro Hockey Tour 1997/1998 var den andra upplagan av Euro Hockey Tour, och vanns av Tjeckien före Sverige och Finland. Kanada deltog i Sweden Hockey Games, men utom tävlan i Euro Hockey Tour av geografiska skäl.

## Turneringar

### Pragobanka Cup
Tjeckien vann Pragobanka Cup.

#### Slutställning
| Lag      | Spelade | Vinster | Förluster | Oavgjorda | Gjorda mål | Insläppta mål | Poäng |
| -------- | ------- | ------- | --------- | --------- | ---------- | ------------- | ----- |
| Tjeckien | 3       | 2       | 0         | 1         | 12         | 8             | 4     |
| Finland  | 3       | 1       | 1         | 1         | 13         | 9             | 3     |
| Ryssland | 3       | 1       | 1         | 1         | 6          | 9             | 3     |
| Sverige  | 3       | 1       | 0         | 2         | 10         | 12            | 2     |

### Karjala Tournament
Sverige vann Karjala Tournament Cup.

#### Slutställning
| Lag      | Spelade | Vinster | Förluster | Oavgjorda | Gjorda mål | Insläppta mål | Poäng |
| -------- | ------- | ------- | --------- | --------- | ---------- | ------------- | ----- |
| Sverige  | 3       | 3       | 0         | 0         | 9          | 3             | 6     |
| Tjeckien | 3       | 1       | 0         | 2         | 5          | 4             | 2     |
| Ryssland | 3       | 1       | 0         | 2         | 4          | 6             | 2     |
| Finland  | 3       | 1       | 0         | 2         | 7          | 12            | 2     |

### Baltica Brewery Cup
Tjeckien vann Baltica Brewery Cup. Placeringsmatcher spelades, vilka inte ingick i Euro Hockey Tour.

#### Slutställning
| Lag      | Spelade | Vinster | Förluster | Oavgjorda | Gjorda mål | Insläppta mål | Poäng |
| -------- | ------- | ------- | --------- | --------- | ---------- | ------------- | ----- |
| Tjeckien | 3       | 1       | 2         | 0         | 17         | 11            | 4     |
| Ryssland | 3       | 1       | 1         | 1         | 3          | 8             | 3     |
| Finland  | 3       | 1       | 1         | 1         | 8          | 7             | 3     |
| Sverige  | 4       | 0       | 2         | 1         | 7          | 9             | 2     |

### Sweden Hockey Games
Sverige vann Sweden Hockey Games.

#### Slutställning
| Lag      | Spelade | Vinster | Förluster | Oavgjorda | Gjorda mål | Insläppta mål | Poäng |
| -------- | ------- | ------- | --------- | --------- | ---------- | ------------- | ----- |
| Sverige  | 4       | 3       | 1         | 0         | 14         | 6             | 7     |
| Tjeckien | 4       | 3       | 0         | 1         | 12         | 11            | 6     |
| Finland  | 4       | 2       | 1         | 1         | 11         | 7             | 5     |
| Ryssland | 4       | 1       | 0         | 3         | 6          | 12            | 2     |
| Kanada   | 4       | 0       | 0         | 4         | 6          | 13            | 0     |

## Slutställning Euro Hockey Tour 1997/1998
| Lag      | Spelade | Vinster | Förluster | Oavgjorda | Gjorda mål | Insläppta mål | Poäng |
| -------- | ------- | ------- | --------- | --------- | ---------- | ------------- | ----- |
| Tjeckien | 12      | 7       | 2         | 3         | 47         | 29            | 16    |
| Sverige  | 12      | 5       | 3         | 4         | 30         | 34            | 13    |
| Finland  | 12      | 4       | 3         | 5         | 36         | 33            | 11    |
| Ryssland | 12      | 3       | 2         | 7         | 17         | 34            | 8     |

### Fotnoter
1. ↑  ”Euro Hockey Tour” (på engelska). AZ Hockey. Arkiverad från Hockey Tour originalet den 3 mars 2016. https://web.archive.org/web/20160303204558/http://www.azhockey.com/champs/champsOthers.html#Euro. Läst 20 januari 2016.